# Carlito Fermina
Carlito Fermina (Delft, 6 januari 2000) is een Curaçaos-Nederlands die als aanvaller voor Ter Leede speelt.

## Carrière
Carlito Fermina speelde in de jeugd van Feyenoord, ADO Den Haag en SBV Excelsior. In 2018 sloot hij aan bij het eerste elftal van Excelsior, waar hij op 11 augustus 2018 in de met 1-1 gelijkgespeelde thuiswedstrijd tegen Fortuna Sittard zijn debuut maakte. Hij kwam in de 90+2e minuut in het veld voor Ali Messaoud. Een week later viel hij ook tegen zijn oude club Feyenoord in, in de 85e minuut. In 2019 vertrok hij transfervrij naar Almere City FC, waar hij in het tweede elftal speelde. Hij kwam tot vijf wedstrijden in de Derde divisie zaterdag. In 2020 vertrok hij transfervrij naar NAC Breda, waar hij bij de onder-21 aansloot. Sinds 2023 speelt hij voor de Nederlandse amateurclub Ter Leede. 

### Statistieken
| Seizoen                        | Club                | Land           | Competitie         | Competitie | Competitie | Beker | Beker | Totaal | Totaal |
| Seizoen                        | Club                | Land           | Competitie         | Wed.       | Dlp.       | Wed.  | Dlp.  | Wed.   | Dlp.   |
| ------------------------------ | ------------------- | -------------- | ------------------ | ---------- | ---------- | ----- | ----- | ------ | ------ |
| 2018/19                        | SBV Excelsior       | Nederland      | Eredivisie         | 2          | 0          | 0     | 0     | 2      | 0      |
| 2019/20                        | Jong Almere City FC | Nederland      | Derde divisie Zat. | 5          | 0          | –     | –     | 5      | 0      |
| Carrièretotaal                 | Carrièretotaal      | Carrièretotaal | Carrièretotaal     | 7          | 0          | 0     | 0     | 7      | 0      |
| Bijgewerkt op 27 december 2019 |                     |                |                    |            |            |       |       |        |        |